# ABA English
ABA English es una academia de inglés en línea cuya metodología se basa en los principios del método directo de la eneñanza de lenguas extranjeras. El curso de ABA está disponible en inglés, español, italiano, francés, alemán, portugués, ruso y chino. Además de su versión web, desde 2015 cuenta con una aplicación para iOS y Android.

## Historia
En 2007 nace la American & British Academy para ofrecer por internet el curso de inglés que durante varios años desarrollaron un grupo de filólogos, lingüistas y expertos informáticos. En 2013 se lanza ABA English 4.0, una transformación completa de contenidos y funcionalidades del curso que mantiene la esencia de la metodología original ya probada.
Sin embargo, los orígenes de ABA English se remontan a la década de 1970, cuando su cofundador, Severo Figarola, creó la empresa Home English (actualmente integrada en el grupo Planeta). Home English fue pionera y líder en España de la enseñanza de inglés a distancia.

## Metodología
El curso de ABA English se basa en una metodología propia inspirada en el método natural de aprendizaje, que consiste en reproducir el proceso por el que se adquiere la lengua materna.
Las unidades se estructuran en torno a cortometrajes diseñados con objetivo pedagógico y cuentan con ejercicios interactivos y vídeo-clases de gramática. ABA English tiene seis niveles, desde Beginners hasta Business& (equivalentes al MCER A1-C1).
ABA English ofrece el apoyo de un profesor asignado para cada estudiante. Los alumnos pueden enviar sus dudas y comentarios a su profesor como parte del programa educativo.
El método de ABA English ha sido revisado por instituciones independientes, y en 2016 se convirtió en la primera academia de inglés plenamente digital autorizada a expedir certificados de Cambridge English. Asimismo, catedráticos de la Universidad Politécnica de Valencia y la Universidad Pompeu Fabra de Barcelona han confirmado empíricamente la eficacia del curso de ABA English: estudiando 24 unidades en un periodo de tres meses, 7 de cada 10 alumnos mejoró sus habilidades en inglés en al
menos un nivel.

## Reconocimientos y premios
En 2015, Reimagine Education eligió la app de ABA English como Mejor App Educativa. Reimagine Education es una iniciativa de The Wharton School y QS Quacquarelli Symonds, y sus premios se consideran como “Oscars de la Educación”.
En 2016, Google seleccionó la app de ABA English como “Best of 2016” (Lo mejor de 2016).
En el verano de 2017, la revista Actualidad Económica premió a ABA English como una de las mejores start-ups de España.